# Melanochaeta palmata
Melanochaeta palmata är en tvåvingeart som först beskrevs av Friedrich Hermann Loew 1852.  Melanochaeta palmata ingår i släktet Melanochaeta och familjen fritflugor.
Artens utbredningsområde är Moçambique. Inga underarter finns listade i Catalogue of Life.